# Polynemus paradiseus
Polynemus paradiseus és una espècie de peix pertanyent a la família dels polinèmids.

## Descripció
- Pot arribar a fer 23 cm de llargària màxima (normalment, en fa 17).
- 7 espines i 14-15 radis tous a l'aleta dorsal i 2 espines i 11-13 radis tous a l'anal.[3][4]

## Alimentació
Menja principalment crustacis (sobretot, gambes), peixets i organismes bentònics.

## Hàbitat
És un peix d'aigua dolça (durant l'època de reproducció), marina i salabrosa; amfídrom, demersal i de clima tropical (24°N-11°N, 71°E-102°E), el qual viu fins als 25 m de fondària sobre fons sorrencs.

## Distribució geogràfica
Es troba a l'Índic oriental i el Pacífic occidental: des de la costa occidental de l'Índia fins a Tailàndia i, probablement també, Malàisia i Laos.

## Observacions
És inofensiu per als humans i es comercialitza fresc.